# 科馬爾納鄉
47°03′N 27°47′E / 47.050°N 27.783°E
科馬爾納鄉（羅馬尼亞語：Comuna Comarna, Iași），是羅馬尼亞的鄉份，位於該國東北部，由雅西縣負責管轄，面積48平方公里，海拔高度132米，2007年人口4,678，人口密度每平方公里97人。